# Лангеншейдт, Густав
Густав Лангеншейдт (нем. Gustav Langenscheidt; 21 октября 1832, Берлин — 11 ноября 1895, Берлин) — немецкий педагог-методист и издатель.
Получил коммерческое образование, служил в армии, много путешествовал. Начиная с 1856 г. вместе с Шарлем Туссеном разрабатывал метод заочного обучения иностранному (французскому) языку, основанный на практических задачах и делающий акцент не на усвоении грамматики, а на овладении словарём и навыками общения; кроме всего прочего, сама идея заочного изучения иностранного языка на основе печатных дидактических материалов оказалась пионерской. Не сумев заинтересовать проектом ни одно издательство, основал собственную издательскую фирму для выпуска таких дидактических материалов — «Учебных писем для изучения французского языка» (нем. Unterrichtsbriefe zur Erlernung der französischen Sprache). В 1861 г. Лангеншейдт начал выпускать аналогичные материалы и по английскому языку, подготовленные совместно с Карлом фон Даленом и Генри Ллойдом. Метод Туссена-Лангеншейдта приобрёл популярность в разных странах и в том числе, как сообщала Энциклопедия Брокгауза и Ефрона, использовался для обучения русских немецкому и французскому языкам.
Помимо этого, под редакцией Лангеншейдта и в его издательстве выходили «Энциклопедический франко-немецкий и немецко-французский словарь» Карла Эрнста Августа Закса и Сезара Виллата (1869—1880) и «Энциклопедический англо-немецкий и немецко-английский словарь» Даниеля Зандерса и Эдуарда Мюре (1891—1901, издание завершено сыном Лангеншейдта Карлом Георгом).
Издательская фирма «Лангеншейдт» существует до сих пор.